# Velika nagrada Burgundije 1946
Velika nagrada Burgundije 1946 je bila sedma dirka za Veliko nagrado v sezoni Velikih nagrad 1946. Odvijala se je 7. julija 1946 v Dijonu. 

## Rezultati

### Dirka
| Poz | Št | Dirkač              | Moštvo                      | Dirkalnik          | Krogi | Čas/Odstop |
| --- | -- | ------------------- | --------------------------- | ------------------ | ----- | ---------- |
| 1   | 2  | Jean-Pierre Wimille | Alfa Romeo SpA              | Alfa Romeo 308     | 100   | 2:17:32.9  |
| 2   | 8  | Georges Grignard    | Ecurie France               | Delahaye 135CS     | 95    | +5 krogov  |
| 3   | 22 | Pierre Flahaut      | Privatnik                   | Amilcar C6         | 89    | +11 krogov |
| 4   | 10 | Charles Pozzi       | Ecurie France               | Delahaye 135CS     | 88    | +12 krogov |
| Ods | 18 | Maurice Trintignant | Privatnik                   | Bugatti T35C       | 84    | Rezervoar  |
| Ods | 4  | Louis Gérard        | Privatnik                   | Delage 3000        | 35    | Sklopka    |
| Ods | 6  | Eugène Chaboud      | Ecurie France               | Delahaye 135CS     | 33    | Ogenj      |
| Ods | 12 | Pierre Levegh       | Automobiles Talbot Darracq  | Talbot-Lago T150C  | 31    | Motor      |
| Ods | 20 | Harry Schell        | Ecurie Lucy O´Reilly Schell | Maserati 8CM       | 3     | Motor      |
| Ods | 14 | Louis Rosier        | Privatnik                   | Talbot-Lago T150SS | 3     | Ogenj      |